# Finský střed
Finský střed (finsky Suomen Keskusta) je finská středová liberální a agrární politická strana, která byla založená v roce 1906 jako Agrární liga. Je to jedna z nejúspěšnějších politických stran ve Finsku, která byla zastoupena ve většině tamních vlád.
Původně to byla agrární strana, nicméně v době po druhé světové válce rozšířila svůj ideový profil o především sociálně-liberální prvky. To s sebou neslo i proměnu elektorátu této strany, protože jí vedle venkovského obyvatelstva volí ve větší míře i dělníci či městská střední třída. Podobně jako většina ostatních stran ve Finsku se staví za zachování sociálního státu a navíc zdůrazňuje roli státu při snižování sociálních a regionálních nerovností. Proto považuje za jednu ze svých priorit rozvoj zaostalejších částí. Na druhé straně se ale Finský střed staví za daňovou reformu, jejímž účelem je podnícení dalšího ekonomického růstu.